# Саками (река)
Саками (на френски: Rivière Sakami) е река в източната част на Канада, централната част на провинция Квебек, ляв приток на река Ла Гранд. Дължината ѝ от над 300 км ѝ отрежда 120-о място в Канада.
Река Саками изтича от езерото Жобер (494 м н.в.) в централната част на п-ов Лабрадор. Тече в западна посока, преминава през езерото Саками, завива на север и се влива от юг в язовира Робер Бураса на река Ла Гранд, на 180 м н.в.
С построяването на каскада от язовири по течението на река Ла Гранд, нивото на река Саками се повишава и восборният ѝ басейн се съединява с част от водосборния басейн на река Истмейн, течаща южно от нея.